# Канг Завоеватель
Канг Завоева́тель (англ. Kang the Conqueror), настоящее имя — Натаниэ́ль Ри́чардс (англ. Nathaniel Richards) — суперзлодей Marvel Comics, наиболее известный как враг Мстителей и Фантастической четвёрки. Является путешественником во времени, чьи альтернативные версии фигурировали в многочисленных сериях комиксов Marvel на протяжении многих лет. Наиболее известные из них — Рама-Тут, Иммортус и Железный парень.
На протяжении многих лет с момента первого появления в комиксах Канг Завоеватель появился в других медиа продуктах, включая кино, мультсериалы и видеоигры. В фильме медиафраншизы «Кинематографическая вселенная Marvel» «Человек-муравей и Оса: Квантомания» (2023) роль Канга исполнил актёр Джонатан Мейджорс; в сериале «Локи» (2021—2023) Мейджорс сыграл альтернативные версии этого персонажа.

## История публикаций
Канг Завоеватель впервые появился в Avengers #8 (сентябрь 1964 г.) и был создан сценаристом Стэном Ли и художником Джеком Кирби.
Персонаж, ставший впоследствии известен как Канг, впервые появился в комиксе Fantastic Four #19 (Октябрь 1963) и был создан сценаристом Стэном Ли и художником Джеком Кирби. В этом выпуске дебютировал фараон Рама-Тут, преступник из 3000 года, который совершил путешествие в прошлое и завоевал Древний Египет. Предполагалось, что он был потомком или же будущей версией врага Фантастической четвёрки Доктора Дума. Вслед за вторым появлением в Fantastic Four Annual #2 (Сентябрь 1964) персонаж фигурировал на страницах комикса The Avengers #8 (Сентябрь 1964), также написанного Ли и проиллюстрированного Кирби, где было выявлено, что Рама-Тут отправился в 4000 год и взял личность Канга. Десять лет спустя персонаж Иммортус, ранее представленный в The Avengers #10 (Ноябрь 1964), был идентифицирован как ещё один вариант Канга в Giant-Size Avengers #3 (февраль 1975).

## Биография
Натаниэль Ричардс, учёный 31-го века и потомок отца Рида Ричардса, путешествующего во времени, Натаниэля, увлекается историей и открывает технологию путешествий во времени, созданную Виктором фон Думом, ещё одним его возможным предком. Затем он путешествует во времени в Древний Египет на борту корабля времени в форме Сфинкса и становится фараоном Рама-Тутом, планируя объявить Эн Сабаха Нура — мутанта, которому суждено стать Апокалипсисом, — своим наследником. Правление фараона прерывается, когда он терпит поражение от перемещённой во времени Фантастической четвёрки. Озлобленный Натаниэль Ричардс отправляется в 20 век, где встречает Доктора Дума, который, по его мнению, может быть его предком. Позже он разрабатывает доспехи на основе доспехов Дума и, называя себя Алым Центурионом, противопоставляет команду Мстителей противникам из альтернативной реальности. Он планирует избавиться от них всех, но Мстителям удаётся вытеснить его из временной шкалы, где его отличающаяся версия становится Викторексом Прайм, заклятым врагом Высшей эскадрильи.
Затем Натаниэль пытается вернуться в 31 век, но промахивается на тысячу лет, обнаруживая раздираемую войной Землю, на которой используется современное оружие, которого они больше не понимают. Он считает, что завоевать планету, расширяя свои владения по всей галактике, несложно, и перевоплощает себя в Канга Завоевателя. Но этот будущий мир умирает, и поэтому он решает захватить более раннюю, более плодородную Землю.
Во время первого набега Натаниэля в 20-й век под именем Канга он встречает Мстителей и сражается с ними, захватывая всех, кроме Осы и Рика Джонса, и сообщает миру, что у них есть 24 часа, чтобы сдаться ему. Джонс и некоторые друзья притворяются, что хотят помочь Кангу, но обманывают его, как только получают доступ к его кораблю, и Мстители освобождаются. Пытаясь остановить их, Канг выпускает радиацию, к которой невосприимчивы только существа из его времени, но Тор использует свой молот, чтобы поглотить лучи и отправить их обратно в военачальника, так что даже он не может противостоять этому, и он вынужден бежать. Позже он пытается победить Мстителей, используя робота-Человека-Паука, но настоящий Человек-Паук уничтожает его.
В своё время Канг влюбляется в принцессу одного из подвластных ему королевств, Равонну, которая не отвечает на его чувства. В попытке продемонстрировать свою силу он похищает Мстителей и после нескольких попыток побега с их стороны подчиняет их и мятежное королевство с помощью своей армии. Когда Канг отказывается казнить Равонну, его командиры восстают, и он освобождает Мстителей, чтобы они вместе с ним сражались против них. Они успешно подчиняют их, но не раньше, чем Равонна смертельно ранена, когда она прыгает перед взрывом, предназначенным для Канга, понимая, что она всё-таки любит его. Канг возвращает Мстителей в их настоящее и помещает тело Равонны в стазис.
Канг появляется в наши дни, когда он пытается вернуть мошенническую конструкцию Растущего Человека, которая становится больше с каждым ударом. Ни Тору, ни полиции не удаётся подчинить великана, пока из машины времени не появляется Канг, замаскированный под валун. Он выпускает луч, уменьшая и превращая Растущего Человека в размер куклы, чтобы его можно было «спрятать заново». Позже он повторно активирует Растущего Человека, чтобы похитить выведенного из строя Тони Старка и вовлечь Мстителей в свою игру, хотя цель не раскрывается. Тору не удаётся удержать Канга от побега в поток времени.
В надежде вернуть свою любовь к жизни, Канг заключает пари с космическим существом Грандмастером, используя Мстителей в качестве пешек в игре, которая, в случае победы, может временно предоставить ему власть над жизнью и смертью. Первый раунд заканчивается тупиком, когда ничего не подозревающий Чёрный Рыцарь вмешивается и предотвращает чистую победу Мстителей, хотя команда окончательно выигрывает второй раунд. Из-за тупиковой ситуации в первом раунде Канг не получает возможности одновременно жизни и смерти, но вынужден выбирать. Он выбирает власть смерти над Мстителями, но его останавливает Чёрный Рыцарь, который, не будучи в то время Мстителем, не затрагивается.
Затем Канг похищает Халка и отправляет его во Францию 1917 года, чтобы убить Призрачного Орла, прежде чем он сможет уничтожить гигантскую немецкую пушку, которая в противном случае убила бы дедушку Бэннера, сражающегося в окопах. Это предотвратило бы существование Халка и, следовательно, формирование Мстителей. Однако Халк уничтожает пушку, которая отправляет его обратно в настоящее, в то время как Канг проецируется в Лимбо.
Некоторое время спустя Канг снова появляется в Особняке Мстителей в поисках «Небесной Мадонны», которой оказывается Богомол, желающей жениться на ней, поскольку ей, очевидно, суждено родить могущественного ребёнка. Героям помогает будущая версия Канга, который, устав от завоеваний, вернулся в Древний Египет и под своим именем Рама-Тут, доброжелательно правивший в течение десяти лет, прежде чем погрузиться в анабиоз, чтобы возродиться в 20 веке, желая изменит себя в молодости. В то время как Кангу удалось помешать, Рама-Тут не смог предотвратить случайную смерть Фехтовальщика. Во время приключения в Лимбо выясняется, что Иммортус — будущее воплощение Канга и Рамы-Тута.
Пытаясь отправиться во времена крестовых походов, Соколиный глаз случайно встречает Канга, отправляя обоих на Старый Запад. Военачальник начинает развивать цитадель, чтобы завоевать XIX век, а значит и настоящее. На этот раз с помощью Иммортуса Мстители и при некоторой помощи Парня с двумя пистолетами противостоят Кангу. Пытаясь собраться с силами, чтобы победить Тора, Канг перегружает свою броню и уничтожает себя, по-видимому, стирая Иммортуса и Рама-Тута с лица земли.
Спустя годы Потусторонний выхватывает живого Канга из потока времени, чтобы принять участие на стороне злодеев в первой из Секретных войн. Вскоре после этого выясняется, что, хотя Канг действительно умер, его постоянные путешествия во времени создали множество альтернативных Кангов. Канг, обнаруживший это, был привлечён в Лимбо после того, как его транспортное средство для путешествия во времени было уничтожено Тором. Обнаружив останки Иммортуса внутри своей крепости, Канг предполагает, что «Повелитель Времени» умер, и обнаруживает альтернативные версии себя с помощью найденных им устройств просмотра, хотя он не осознаёт, что Иммортус также является версией его самого. В какой-то момент он переносит Равонну в Лимбо за момент до её смерти, непреднамеренно создавая альтернативную реальность, в которой он был убит. Будучи преисполнен решимости стать единственным Кангом, он присоединяется к двум особенно хитрым дивергентам, которых, как он определяет, ему не удастся легко устранить, и эти трое образуют совет, который систематически уничтожает другие альтернативные версии. Он уничтожает одного из двух других Кангов, затем привлекает Мстителей в рамках заговора по уничтожению другого, хотя последний Канг в конечном итоге обнаруживает заговор. Этого Канга задерживает Равонна, которая говорит ему, что, если он действительно любит её, он не должен убивать первого Канга, но он игнорирует её, все равно идёт за ним и уничтожается. Затем Иммортус показывает, что он инсценировал свою смерть и манипулировал всем из-за кулис. Теперь остался только один «Первый» Канг, которого Иммортус обманом заставляет поглотить воспоминания всех убитых Кангов, что сводит его с ума. Затем Иммортус отправляет Мстителей обратно в их собственную временную шкалу.
Этот Канг разделяется на двух альтернативных Кангов, и один из них приглашается присоединиться к Корпусу Канг, пересекающему время (или «Совет Канг, пересекающему время»), который состоит из широкого спектра Кангов из разных временных линий, которые ищут Небожители «Абсолютное оружие». Этот Канг называет себя «Фред» (по его собственному признанию, это юмористический намёк на Фреда Флинтстоуна, причём доисторическое имя подходит путешественнику во времени) и кратко встречается с Мстителями, пытаясь помешать космическому пирату Небуле вмешаться в график. Прайм Канг, выздоровев, пытается манипулировать Мстителями из временного вихря и встречает Фантастическую четвёрку в попытке поймать Богомола и использовать её, чтобы победить Небожителя и других Кангов, в то время как «Фред» сожжён Человеком-факелом, одержимым Небулой, во время более поздней битвы с Фантастической четвёркой в потоке времени.
Позже появляется Прайм Канг, захватывает Вижена и сражается как с Мстителями, так и с новым противником, Терминатрикс, который оказывается возрождённой Равонной. Канг тяжело ранен, когда он перехватывает удар молота Тора, предназначенный для его старой любви, которая обезумела из-за его жертвы и телепортируется вместе с ним. Терминатрикс помещает Прайм Канга в стазис, чтобы залечить его раны, и берёт на себя контроль над его империей. Однако она обнаруживает, что империя подвергается нападению хронального существа по имени Алиот, и вынуждена вызвать Мстителей на помощь. Она воскрешает Канга, который помогает Мстителям победить Алиота, но не раньше, чем позволяет сущности убить весь Корпус Канга.

## Силы и способности
Несмотря на то, что Канг не имеет сверхчеловеческих способностей, он обладает гениальным интеллектом, является экспертом в истории, физике, инженерии и технике. С помощью технологий из XL века он освоил тактику ближнего боя. Канг носит прочную высокотехнологичную броню, которая может проецировать энергетические лучи, голограммы и силовые поля, позволяет дышать в открытом космосе, а также даёт контроль над технологиями прошедших веков. Он владеет космическим кораблём, позволяющим ему путешествовать во времени. Сам Канг утверждает, что с помощью него он может уничтожить даже Луну.
Будучи Рама-Тутом, он использовал «ультра-диодный» лучевой пистолет, который мог подрывать волю людей. При достаточной мощности он даже может лишить сверхлюдей суперсил. При повторном выстреле их силы возвращаются.

## Альтернативные версии

### Ultimate Marvel
Во вселенной Ultimate Marvel появляется женская версия Канга Завоевателя, которая готовится уничтожить Землю. Она формирует союз с Ртутью, Халком и Ридом Ричардсом, чтобы завладеть камнями Бесконечности, в процессе разрушив Трискелион. В дальнейшем выяснилось, что Канг — это Сью Шторм из будущего.

## Вне комиксов

### Телевидение
- Рама-Тут появляется в мультсериале «Фантастическая четвёрка» (1967), где его озвучил Майк Роад[англ.][6].
- Канг Завоеватель (под личностью Иммортуса) появляется в мультсериале «Люди-Икс» (1992) в качестве камео.
- Канг, озвученный Кеном Крамером[7], появляется в мультсериале «Мстители. Всегда вместе» (1999) в эпизоде «Канг».
- Рама-Тут появляется в качестве камео в мультсериале «Люди Икс: Эволюция» (2000).
- Джонатан Адамс озвучил Канга Завоевателя в мультсериале «Мстители: Величайшие герои Земли» (2010)[7].
- Канг появился в третьем и четвёртом сезонах мультсериала «Мстители, общий сбор!» (2013), где его озвучил Стивен Блум[7].
- Канг Завоеватель появился в аниме «Марвел: Мстители Будущего» (2017), где его озвучил Дзиро Сайто[7].

### «Кинематографическая вселенная Marvel»
Джонатан Мейджорс сыграл несколько вариантов Канга в рамках медиафраншизы «Кинематографическая вселенная Marvel»:
- Альтернативная версия персонажа, известная под псевдонимом «Тот, кто остаётся», появляется в эпизоде «For All Time. Always.» первого сезона сериала «Локи». Представляет собой собирательный образ из его тёзки из комиксов и Иммортуса[3]. Изначально он был учёным из 31-го века, который основал «Управление временными изменениями» (УВИ), чтобы предотвратить разрушение временной шкалы враждебными вариантами самого себя, а также предотвратить мультивселенскую войну. Сценарист Майкл Уолдрон охарактеризовал персонажа как «очень харизматичного социопата»[8].
- Канг Завоеватель дебютировал в фильме «Человек-муравей и Оса: Квантомания» (2023)[2]. Мейджорс должен был повторить роль Канга в картинах «Мстители: Династия Канга» (2026) и «Мстители: Секретные войны» (2027)[9][10], но в декабре 2023 года Marvel Studios его уволила: суд присяжных США признал актёра виновным в нападении третьей степени[11].

### Видеоигры
- Канг является боссом и игровым персонажем в Marvel: Avengers Alliance[англ.] (2012) для Facebook.
- Канг Завоеватель является одним из боссов игры Marvel: Contest of Champions (2014).
- Канг является боссом и игровым персонажем в Lego Marvel Super Heroes 2 (2017)[12], где его озвучил Питер Серафинович[7]. Он покоряет определённые места во времени и пространстве, чтобы сформировать Хронополис, а позже обманом заставляет Мстителей победить Лешего, чтобы уничтожить Нексус Всех Реальностей. Во время финальной битвы Капитан Америка побеждает Канга, прежде чем Равонна использует свой кристалл времени, чтобы превратить его в младенца. В сцене после титров пожилой Канг присоединяется к Равонне, Космической собаке Космо, Лешему и Высшему Разуму, чтобы предупредить Капитана Америку, Капитана Марвел и Железного человека о новой угрозе.

## Критика
В 2009 году Канг Завоеватель занял 65-е место в списке «100 лучших злодеев комиксов» по версии IGN, а в 2019 году IGN поместил его на 16-е место в топе «25 лучших злодеев Marvel».
Comic Book Resources поместил Канга на 2-е место среди «10 самых сильных врагов Чёрного рыцаря», на 3-е место среди «10 самых жестоких злодеев Marvel», на 7-е место среди «13 самых важных злодеев Marvel», на 8-е место среди «10 величайших врагов Железного человека», и на 10-е место в их списке «10 лучших злодеев мисс Марвел».
Screen Rant включил Канга Завоевателя в свой список «главные злодеев комиксов про Мстителей в рейтинге от самых смехотворных до самых крутых», а его личность Кангуру Завоевателя в список «10 лучших злодеев Свина-паука». Также Канг Завоеватель фигурировал в списке «10 самых могущественных врагов Мстителей в комиксах Marvel», а его личность Алого Центуриона в списке «15 самых могущественных злодеев Чёрной пантеры».
Канг занял 20-е место среди «20 самых могущественных персонажей Marvel» по версии Collider и 2-е место среди «лучших злодеев Мстителей всех времён» по версии GamesRadar.